# Monica Bielenstein
Monica Bielenstein (* 10. Mai 1943 oder 1948 in Rio de Janeiro) ist eine deutsche Schauspielerin, Synchronsprecherin, Hörspielsprecherin und Synchronregisseurin.

## Leben
Monica Bielenstein wurde im brasilianischen Rio de Janeiro geboren, wohin ihre Eltern 1935 wegen des Nationalsozialismus emigriert waren. Nach dem Abitur, das sie in der Schweiz ablegte, besuchte sie die Hochschule für Schauspielkunst „Ernst Busch“ Berlin in der DDR, wo ihr Vater zu dieser Zeit im diplomatischen Dienst tätig war. Als Bühnenschauspielerin erhielt sie unter anderem Engagements am Maxim-Gorki-Theater und am Theater der Freundschaft in Berlin.
Darüber hinaus trat sie in mehreren DEFA-Filmen auf, darunter "Schüsse unterm Galgen", Horst Seemanns Adaption von Robert Louis Stevensons "David Balfour", und unter der Regie von Celino Bleiweiß in "Aus dem Leben eines Taugenichts" nach Joseph von Eichendorff.
1980 siedelte Monica Bielenstein in die Bundesrepublik über. Dort verlagerte sich ihr künstlerischer Schwerpunkt von der Bühnen- und Filmarbeit mehr und mehr auf die Tätigkeit als Fernsehschauspielerin und Synchronsprecherin. Sie übernahm unter anderem Gastrollen in Fernsehserien wie Praxis Bülowbogen, Wolffs Revier, A.S. – Gefahr ist sein Geschäft und Auf eigene Gefahr.
Als Synchronsprecherin lieh sie international bekannten Schauspiel-Kolleginnen wie Ellen Barkin (The Big Easy – Der große Leichtsinn), Kim Cattrall (Fegefeuer der Eitelkeiten), Lesley-Anne Down (unter anderem Fackeln im Sturm), Marcy Walker (California Clan), Anjelica Huston (Die Ehre der Prizzis), Diane Keaton (Aufgelegt!), Grace Kelly (Das Fenster zum Hof, zweite Synchronfassung), Susan Sarandon (Die Hexen von Eastwick), Cybill Shepherd (Das Model und der Schnüffler) und Emma Thompson (unter anderem Sinn und Sinnlichkeit) ihre Stimme. Für ihre Synchronisation von Dee Wallace-Stone als Elliotts Mutter Mary in E. T. – Der Außerirdische wurde sie vom Regisseur Steven Spielberg persönlich ausgesucht. Im Disney-Zeichentrickfilm Bernard und Bianca im Känguruhland (The Rescuers Down Under) sprach sie in der deutschen Fassung die Bianca. Zudem lieh sie der bösen Gothel in dem Disney-Zeichentrickfilm Rapunzel – Neu verföhnt (Tangled) ihre Stimme und in dem Film Merida – Legende der Highlands sprach sie in der deutschen Fassung die Rolle von Meridas Mutter Elinor. Neben ihrer Sprechertätigkeit führt Monica Bielenstein auch Synchronregie.

## Filmografie (Auswahl)
- 1968: Schüsse unterm Galgen
- 1969: Zeit zu leben
- 1972: Die große Reise der Agathe Schweigert
- 1973: Aus dem Leben eines Taugenichts
- 1973: Der Staatsanwalt hat das Wort: Nachteinkäufe (Fernsehreihe)
- 1973: Das unsichtbare Visier (Fernsehfilm)
- 1976: Trini
- 1979: Die Rache des Kapitäns Mitchell (Fernsehfilm)
- 1980: Alle meine Mädchen
- 1993: Sommerliebe
- 2011: Kreuzfahrt ins Glück – Hochzeitsreise nach Sevilla

## Synchronrollen (Auswahl)
Nathalie Baye
- 1980: Ferien für eine Woche als Laurence Cuers
- 1983: Verheiratet mit einem Toten als Helene
- 1992: Bittere Wahrheit als Emma
- 2010: Small World als Elisabeth

Cybill Shepherd
- 1990–1991: Das Model und der Schnüffler (Fernsehserie) als Madelyn „Maddie“ Hayes
- 1992: Entführt – Sieben Tage Angst als Reeny Perdew
- 1998–1999: Cybill (Fernsehserie) als Cybill Sheridan
- 2004: Meine wilden Töchter (Fernsehserie) als Maggie
- 2005: Der Fall Martha S. als Martha Stewart
- 2009–2011: The L Word – Wenn Frauen Frauen lieben (Fernsehserie) als Phyllis Kroll
- 2010: Die Liste als Cassie
- 2013–2014: The Client List (Fernsehserie) als Linette Montgomery

Emma Thompson
- 1991: Schatten der Vergangenheit als Grace/Margaret Strauss
- 1993: Im Namen des Vaters als Gareth Peirce
- 1994: Junior als Dr. Diana Reddin
- 1995: Carrington – Liebe bis in den Tod als Dora Carrington
- 1995: Sinn und Sinnlichkeit als Elinor Dashwood
- 1997: The Winter Guest als Frances
- 1998: Mit aller Macht als Susan Stanton
- 2003: Tatsächlich… Liebe als Karen
- 2005: Eine zauberhafte Nanny als Nanny McPhee
- 2006: Schräger als Fiktion als Karen
- 2008: Liebe auf den zweiten Blick als Kate Walker
- 2010: Eine zauberhafte Nanny – Knall auf Fall in ein neues Abenteuer als Nanny McPhee
- 2012: Merida – Legende der Highlands als Königin Elinor
- 2013: Saving Mr. Banks als P.L. Travers
- 2014: Effie Gray als Lady Eastlake
- 2015: Die Legende von Barney Thomson als Cemolina
- 2016: Jeder stirbt für sich allein als Anna Quangel
- 2018: Johnny English – Man lebt nur dreimal als Premierministerin
- 2019: Last Christmas als Petra
- 2020: Die fantastische Reise des Dr. Dolittle als Polynesia
- 2021: Cruella als Baroness
- 2022: Meine Stunden mit Leo als Nancy Stokes

### Filme
- 1971: The Last Movie – Stella Garcia als Maria
- 1972: Die erste Nacht – Claudia Cardinale als Angelica
- 1973: Toni – Celia Montalván als Josefa
- 1978: Horoskop mit Hindernissen – France Dougnac als Fabienne Rousseau
- 1979: Ein Treck zog weiter – Ivy Angustain als Rima
- 1981: Wolfen – Diane Venora als Rebecca Neff
- 1982: Liebesgrüße aus dem Jenseits – Sally Field als Kay Villano
- 1984: Die Dame mit den Kamelien – Greta Scacchi als Marguerite Gautier
- 1985: Parangelia! – Sofia Roubou als Kaiti Antoniou
- 1986: Ärger, nichts als Ärger – María Conchita Alonso als Claudia
- 1987: The Big Easy – Der große Leichtsinn – Ellen Barkin als Anne Osborne
- 1987: Ein unzertrennliches Gespann – Sylvie Granotier als Buchhändlerin
- 1988: Fürchten und Lieben – Greta Scacchi als Maria
- 1988: Poltergeist III – Nancy Allen als Patricia Wilson-Gardner
- 1989: Oliver & Co – Sheryl Lee Ralph als Rita
- 1989: Insel der Liebe – Zita Duarte als Francisca
- 1990: Stirb langsam 2 – Bonnie Bedelia als Holly McClane
- 1990: Pretty Woman – Amy Yasbeck als Elizabeth Stuckey
- 1991: Vater der Braut – Diane Keaton als Nina Banks
- 1993: Out of Control – Alptraum der Begierde – Lesley-Anne Down als Elaine Patterson
- 1994: Priscilla – Königin der Wüste – Julia Cortez als Cynthia Campos
- 1995: Ein Geschenk des Himmels – Vater der Braut 2 – Diane Keaton als Nina Banks
- 1996: Beastmaster – Das Auge des Braxus – Lesley-Anne Down als Morgana
- 1998: Kids & Company – Kinder haften für ihre Eltern – Lesley-Anne Down als Barbara Young
- 1999: Ganz normal verliebt – Diane Keaton als Elizabeth Tate
- 2000: Aufgelegt! – Diane Keaton als Georgia Mozell
- 2000: Furz der Film – Leslie Easterbrook als Lehrerin
- 2001: Der kaltblütige Engel – Lesley-Anne Down als Helen Coburn
- 2002: Liebe und andere … – Barbara Carrera als Maria Malacici
- 2005: Netter geht’s nicht – Bulle Ogier als Angèle
- 2007: Der Gehenkte – Dominique Blanc als Alma
- 2008: Columbus Day – Ein Spiel auf Leben und Tod – Marg Helgenberger als Alice
- 2008: Mamma Mia! – Julie Walters als Rosie
- 2009: Vorsicht Sehnsucht – Annie Cordy als Dame
- 2010: Another Year – Ruth Sheen als Gerri
- 2010: Rapunzel – Neu verföhnt – Donna Murphy als Mutter Gothel (Sprache)
- 2011: Morning Glory – Patti D’Arbanville als Becky’s Mutter
- 2012: My Way – Ein Leben für das Chanson – Monica Scattini als Chouffa François
- 2014: Ein Schotte macht noch keinen Sommer – Celia Imrie als Agnes Chisolm
- 2015: Mia madre – Giulia Lazzarini als Ada
- 2015: A Royal Night – Ein königliches Vergnügen – Ruth Sheen als Joan Hodges, Jacks Mutter
- 2016: Falsche Vertraulichkeiten – Bulle Ogier als Madame Argante
- 2018: Mamma Mia! Here We Go Again – Julie Walters als Rosie
- 2021: Encanto – María Cecilia Botero als Abuela Alma

### Serien
- 1984: Für Christine Belford in Hart aber herzlich als Niki Stephanos
- 1984: Für Patti Davis in Hart aber herzlich als Laura Hampel
- 1985: Für Rhonda Shear in Hart aber herzlich als Flughafenangestellte
- 1986: Für Julie Cobb in Hart aber herzlich als Scotty McClain
- 1985–1988: Der Denver-Clan – Diahann Carroll als Dominique Deveraux
- 1985–1988: Dallas – Deborah Shelton als Mandy Winger
- 1986–1990: Agentin mit Herz – Martha Smith als Francine Desmond
- 1986–1992: Die fliegenden Ärzte – Liz Burch als Dr. Chris Randall
- 1988: Trio mit vier Fäusten – Cindy Pickett als Natalie Kramer
- 1990–1991: Dallas – Lesley-Anne Down als Stephanie Rogers
- 2001–2015: CSI: Vegas – Marg Helgenberger als Catherine Willows
- 2006: Ghost Whisperer – Stimmen aus dem Jenseits – Sônia Braga als Estella de la Paz
- 2007–2008: Alias – Die Agentin – Sônia Braga als Sophia Vargas / Elena Derevko
- 2007–2008: 24 – Jayne Atkinson als Karen Hayes
- 2007–2014: Weeds – Kleine Deals unter Nachbarn – Renee Victor als Lupita
- 2011–2015: White Collar – Diahann Carroll als June
- 2015: Under the Dome – Marg Helgenberger als Christine Price
- 2023: CSI: Vegas – Marg Helgenberger als Catherine Willows

## Theater
- 1968: Vera Ljubimowa: Schneeball – Regie: Horst Hawemann (Theater der Freundschaft)
- 1970: Heinz Hall/Manfred Nitschke: Ein Strom, der Liebe heißt – Regie: Heiner Möbius (Theater der Freundschaft)
- 1970: Pantscho Pantschew: Die vier Pelzmützen – Regie: Mirjana Erceg (Theater der Freundschaft)
- 1972: Bernd Wagner (Nach Anatole France): Das Hemd eines Glücklichen – Regie: Heiner Möbius (Theater der Freundschaft)
- 1972: Christian Noack: Sechse kommen durch die ganze Welt (Frau des Bläsers) – Regie: Mirjana Erceg (Theater der Freundschaft)
- 1973: Ernst Bürger: Veilchen für Dolly – Regie: Hans-Georg Simmgen (Theater der Freundschaft)
- 1974: Michail Bulgakow: Don Quijote – Regie: Mirjana Erceg (Theater der Freundschaft)
- 1975: Jewgeni Schwarz: Die Schneekönigin – Regie: ? (Theater der Freundschaft)
- 1975: Georgi Polonski: Warten wir den Montag ab – Regie: Horst Hawemann (Theater der Freundschaft)
- 1977: Erich Köhler: Das kleine Gespenst (Nonne) – Regie: Wolfgang Engel (Theater der Freundschaft)
- 1978: Lutz Dechant: Paul und Maria – Regie: Joachim Siebenschuh (Theater der Freundschaft)
- 1978: Dieter Süverkrüp: Das Auto Blubberbumm – Regie: Herbert Fischer (Theater der Freundschaft)
- 1979: Irina Karnauchowa/Leonid Brausewitsch: Die feuerrote Blume – Regie: Wladimir L. Kusmin (Theater der Freundschaft)

## Hörspiele (Auswahl)
- 1970: Klaus G. Zabel: Napoleon und die Zöllner (Claudine) – Regie: Peter Groeger (Hörspiel – Rundfunk der DDR)
- 1972: Wilhelm Hauff: Mutabor (Lusa) – Regie: Theodor Popp (Kinderhörspiel – Rundfunk der DDR)
- 1975: Jiří Kafka: Vom Wasser, das zu singen aufhörte (Fisch) – Regie: Albrecht Surkau (Kinderhörspiel – Litera)
- 1976: Hans Skirecki: Hinter Wittenberge (Frau Klippe) – Regie: Barbara Plensat (Hörspiel – Rundfunk der DDR)
- 1977: Jacob Grimm/Wilhelm Grimm: Der Wolf und die sieben Geißlein (Junges Geißlein) – Regie: Heiner Möbius (Kinderhörspiel – Litera)
- 1977: Samuil Marschak: Das Katzenhaus (Kleine Katze) – Regie: Jürgen Schmidt (Kinderhörspiel – Litera)
- 1979: Charles Dickens: Der ungebetene Gast (Lina) – Regie: Horst Liepach (Kinderhörspiel – Rundfunk der DDR)
- 1980: Karl-Heinz Jakobs: Casanova in Dux (Monique) – Regie: Barbara Plensat (Hörspiel – Rundfunk der DDR)
- 1981: Hans Christian Andersen: Der standhafte Zinnsoldat (Singvogel, Regen und Wasser) – Regie: Heiner Möbius (Kinderhörspiel – Litera)
- 2021: Encanto. Das Original-Hörspiel zum Disney Film, Kiddinx Verlag & Audible (Encanto)
- 2021: Cruella (Das Original-Hörspiel zum Kinofilm), Kiddinx Verlag & BookBeat (Cruella)